# Volha Hayeva
Volha Hayeva née le 2 novembre 1982, est une coureuse cycliste biélorusse.

## Palmarès sur route[1]

### Championnats du monde
- Zolder 2002
  - 9e de la course en ligne

### Autres
- 2001
  - 2e du championnat de Biélorussie sur route
- 2002
  -  Championne de Biélorussie sur route
  - 2e du Tour du lac Majeur
- 2003
  -  Championne de Biélorussie sur route
- 2004
  -  Championne de Biélorussie sur route
- 2005
  - 2e de l'Eko Tour Dookola Polski

## Grand Tour

### Tour d'Italie
2 participations
- 2005: 23e,  Vainqueure du classement de la meilleure jeune

- 2006: 12e